# Chen Youjuan
Chen Youjuan (en chino: 陈幼娟; 6 de febrero de 1989) es una deportista china que compitió en halterofilia. Ganó una medalla de bronce en el Campeonato Mundial de Halterofilia de 2014, en la categoría de 69 kg.

## Palmarés internacional
| Campeonato Mundial | Campeonato Mundial  | Campeonato Mundial | Campeonato Mundial |
| Año                | Lugar               | Medalla            | Categoría          |
| ------------------ | ------------------- | ------------------ | ------------------ |
| 2014               | Almaty (Kazajistán) | Medalla de bronce  | 69 kg              |